# Славута (футбольний клуб)
ФК «Славута» — український аматорський футбольний клуб в місті Славута Хмельницької області. Виступає в чемпіонаті Хмельницької області.

## Історія
У 2006 році після перемоги у Чемпіонаті Хмельницької області футбольний клуб «Будфарфор» був розформований через припинення фінансування команди з боку заводу. Проте, Славутська міська рада ухвалила рішення про створення муніципального футбольного клубу «Славута», який з наступного сезону розпочав виступи у Чемпіонаті Хмельницької області, зайнявши відразу 6 місце.
У сезоні 2011 року команда вперше в своїй історії стала призером обласних змагань, здобувши третє місце, а юнацька команда в тому ж сезоні стала чемпіоном області.
У 2012 ФК «Славута» після першого круга змінив назву на «Сварог». «Сварог» вперше став срібним призером кубка області.
У 2013 році команда з міста Славута не брала участі в першості області. У 2014 році команда змінила назву зі «Сварог», на МФК «Славута».

## Склад
Склад команди МФК «Славута» (дорослі) – тренер - Микола Голуб. Гравці: Олег Ящук, Микола Голуб, Сергій Главацький, Євген Мінко, Ігор Грунтківський, Андрій Сіліщев, Максим Попов, Андрій Дячук, Олексій Сорока, Олександр Назарук, Павло Назарук, Віктор Федорчук, Вадим Заставський, Олександр Мартинюк, Дмитро Поліщук, Ярослав Шкапій, Дмитро Сторожук, Дмитро Українець.

## Досягнення
- Чемпіонат Хмельницької області:
  -  Бронзовий призер (1): 2011

- Кубок Хмельницької області
  -  Фіналіст (1): 2012